# Скшипек (Мазовецьке воєводство)
Скшипек (пол. Skrzypek) — село в Польщі, у гміні Ольшево-Борки Остроленцького повіту Мазовецького воєводства.
Населення — 21 особа (2011).
У 1975-1998 роках село належало до Остроленцького воєводства.

## Демографія
Демографічна структура станом на 31 березня 2011 року:
|          | Загалом | Допрацездатний вік | Працездатний вік | Постпрацездатний вік |
| -------- | ------- | ------------------ | ---------------- | -------------------- |
| Чоловіки | 11      | 1                  | 8                | 2                    |
| Жінки    | 10      | 1                  | 6                | 3                    |
| Разом    | 21      | 2                  | 14               | 5                    |